# Campeonato Mundial de Atletismo Sub-20 de 2021 - Heptatlo feminino
A prova do heptatlo feminino do Campeonato Mundial de Atletismo Sub-20 de 2021 ocorreu entre os dias 18 e 19 de agosto de 2021 no Centro Esportivo Internacional Moi, em Nairóbi, no Quênia. 

## Recordes
Antes desta competição, os recordes mundiais e do campeonato nesta prova eram os seguintes:
|       | Nome           | Nacionalidade | Pontos | Local    | Data                 |
| ----- | -------------- | ------------- | ------ | -------- | -------------------- |
| WU20R | Carolina Klüft | Suécia        | 6542   | Munique  | 10 de agosto de 2002 |
| CR    | Carolina Klüft | Suécia        | 6470   | Kingston | 20 de julho de 2002  |
| WU20L | Saga Vanninen  | Finlândia     | 6271   | Tallinn  | 16 de julho de 2021  |

## Medalhistas
| Ouro                | Prata                  | Bronze              |
| Saga Vanninen (FIN) | Pippi Lotta Enok (EST) | Szabina Szűcs (HUN) |

## Cronograma
Todos os horários são locais (UTC+3). 
| Data         | Hora  | Evento                   |
| ------------ | ----- | ------------------------ |
| 18 de agosto | 09:25 | 100 metros com barreiras |
| 18 de agosto | 10:15 | Salto em altura          |
| 18 de agosto | 16:05 | Arremesso de peso        |
| 18 de agosto | 17:35 | 200 metros rasos         |
| 19 de agosto | 09:12 | Salto em distância       |
| 19 de agosto | 10:39 | Lançamento de dardo      |
| 19 de agosto | 16:45 | 800 metros rasos         |

## Resultado final
| Posição           | Atleta             | Nacionalidade | 100 m | SA   | AP    | 200 m | SD   | LD    | 800 m   | Pontos | Notas           |
| ----------------- | ------------------ | ------------- | ----- | ---- | ----- | ----- | ---- | ----- | ------- | ------ | --------------- |
| Medalha de ouro   | Saga Vanninen      | Finlândia     | 13.60 | 1.78 | 13.30 | 24.83 | 5.98 | 49.22 | 2:31.79 | 5997   |                 |
| Medalha de prata  | Pippi Lotta Enok   | Estónia       | 14.28 | 1.75 | 10.81 | 24.59 | 5.98 | 44.12 | 2:22.27 | 5746   | Recorde pessoal |
| Medalha de bronze | Szabina Szűcs      | Hungria       | 14.61 | 1.72 | 11.45 | 25.33 | 6.04 | 43.05 | 2:19.48 | 5674   | Recorde pessoal |
| 4                 | Sophie Kreiner     | Áustria       | 14.51 | 1.78 | 12.48 | 25.04 | 5.68 | 37.96 | 2:19.14 | 5652   | Recorde pessoal |
| 5                 | Klara Koščak       | Croácia       | 14.12 | 1.60 | 10.80 | 25.39 | 6.13 | 40.84 | 2:27.00 | 5434   |                 |
| 6                 | Atėnė Šliževičiūtė | Lituânia      | 14.57 | 1.78 | 9.93  | 26.07 | 5.92 | 33.08 | 2:17.31 | 5388   |                 |
| 7                 | Valeriya Mukhobrod | Ucrânia       | 14.74 | 1.66 | 10.48 | 25.54 | 5.63 | 40.81 | 2:19.43 | 5333   |                 |
| 8                 | Neea Käyhkö        | Finlândia     | 16.93 | 1.72 | 10.81 | 25.66 | 4.59 | 34.80 | 2:36.75 | 4523   |                 |

Legenda
| Recorde mundial       | Recorde mundial (World record)               |                       | Recorde africano                      | Recorde africano (African) |                                           | Q | Classificado por posição (Qualified) |
| Recorde do campeonato | Recorde do campeonato (Championship record)  | Recorde da América    | Recorde da América (Americas)         | q                          | Classificado por melhor tempo (Qualified) |   |                                      |
| Melhor marca do ano   | Melhor marca do ano (World leading)          | Recorde asiático      | Recorde asiático (Asian)              | DNS                        | Não largou (Did not start)                |   |                                      |
| Recorde nacional      | Recorde nacional (National record)           | Recorde europeu       | Recorde europeu (European)            | DNF                        | Não terminou (Did not finish)             |   |                                      |
| Recorde pessoal       | Recorde pessoal do atleta (Personal best)    | Recorde da Oceania    | Recorde da Oceania (Oceania)          | DSQ / DQ                   | Desclassificado (Disqualified)            |   |                                      |
| Recorde da temporada  | Recorde da temporada do atleta (Season best) | Recorde sul-americano | Recorde sul-americano (South America) | NM                         | Sem marca (No mark)                       |   |                                      |